# Rukały
Rukały – część wsi Windyki w Polsce, położona w województwie mazowieckim, w powiecie mławskim, w gminie Wieczfnia Kościelna.
W latach 1975–1998 Rukały administracyjnie należały do województwa ciechanowskiego.